# Onofre Pomar
Onofre Pomar   (segle XVIII - 1930) fou un comerciant, lutier i reparador d'instruments mallorquí instal·lat a Barcelona l'any 1904. Tenia al taller al carrer del Carme, 11, de la Ciutat Comtal i la seva activitat es desenvolupà des del 1904 fins al 1930, l'any de la seva mort. Entre els instruments que porten el seu segell en destaquen gralles, oboès, flautes i violins; tot i això, els estudis indiquen que els instruments eren fabricats a França i ell només hi posava el segell. Així doncs, no es pot conèixer amb precisió quins instruments van ser construïts per ell i quins no.
Quant a les gralles, la majoria eren de fusta de granadilla o de banús, de 4 o 5 claus d'alpaca que recorden a les del clarinet i la majoria de les solucions de claus i de tapar forats recorden a les del saxòfon. Entre els músics que tocaven amb una gralla de «Can Nofre» —nom popular que rebien— durant l'època d'or de la gralla, hi trobem grallers dels Casimiros, els Felius o els Romeas.